# Arthur Drewry
Arthur Drewry (Grimsby, Lincolnshire, 3 de março de 1891 — 25 de março de 1961) foi um dirigente de futebol inglês. Durante seis meses, em 1955, Drewry foi presidente interino da FIFA (Federação Internacional de Futebol Associado), até assumir o cargo nas eleições de 1956.
A eleição fora realizada em 7 de junho de 1955, em uma Conferência da FIFA, em Lisboa, onde Drewry sucedeu Rodolphe William Seeldrayers da Bélgica, o qual permaneceu apenas 15 meses na presidência, substituindo o posto após a morte de Jules Rimet. Aliás, ao lado de Stanley Rous (presidente da FIFA de 1961 a 1974), Drewry apoiou os esforços de Rimet para reincorporar as federações britânicas à FIFA, em 1946. Quando assumiu a entidade máxima do futebol, Drewry se tornou o quinto presidente. Em meio ao seu mandato de quase cinco anos, até o falecimento aos 70 anos, chegou a supervisar uma Copa do Mundo, em 1958 na Suécia. Esteve à frente da FIFA, de 1955 até 1961.
Drewry também foi presidente da Liga Inglesa de Futebol e da Federação Inglesa de Futebol.